# Charles Hatchett
Charles Hatchett (Londres, 2 de enero de 1765 - idem, 10 de marzo de 1847) fue un químico inglés que descubrió el elemento niobio.

## Vida
Hatchett nació, creció y vivió en Londres. El 24 de marzo de 1787, se casó con Elizabeth Collick en St Martin's-in-the-Fields.
Hatchett murió en Londres y está enterrado en la Iglesia de St Laurence, Upton, Slough, la misma iglesia donde William Herschel fue enterrado.

## Columbita
En 1801 mientras trabajaba para el Museo Británico en Londres, Hatchett analizó una pieza de columbita perteneciente a la colección del museo. La Columbita resultó ser un mineral muy complejo, y Hachett descubrió que contenía una "nueva tierra", que implicaba la existencia de un nuevo elemento. Hatchett llamó a este nuevo elemento columbio (Cb). El 26 de noviembre de ese año anunció su descubrimiento ante la Royal Society. El elemento más tarde fue redescubierto y rebautizado niobio (su actual nombre).
Más tarde en la vida, Hatchett dejó su trabajo como químico para trabajar a tiempo completo en el negocio de la familia de la fabricación de coches.

## Premios
Desde 1979, el Instituto de Materiales (Londres) ha dado el Premio Anual Charles Hatchett a un químico notable. El premio se otorga al "autor del mejor documento sobre la ciencia y la tecnología de niobio y sus aleaciones".

## Lecturas posteriores
- Weeks, Mary Elvira. «The Discovery of the Elements: VII. Columbium, Tantalum, and Vanadium». Journal of Chemical Education 9 (5): 863 - 884. - subscription required